# Gullårad lundpuckeldansfluga
Gullårad lundpuckeldansfluga (Oedalea holmgreni) är en tvåvingeart som beskrevs av Zetterstedt 1852. Gullårad lundpuckeldansfluga ingår i släktet Oedalea och familjen puckeldansflugor. Arten är reproducerande i Sverige. Inga underarter finns listade i Catalogue of Life.